# Rohr (powiat Roth)
Rohr – miejscowość i gmina w Niemczech, w kraju związkowym Bawaria, w rejencji Środkowa Frankonia, w regionie Industrieregion Mittelfranken, w powiecie Roth. Leży około 20 km na północny zachód od Roth, przy autostradzie A6.

## Dzielnice
W skład gminy wchodzą następujące dzielnice: Christenmühle, Dechendorf, Gaulnhofen, Göckenhof, Gustenfelden, Hengdorf, Kottensdorf, Leitelshof, Leuzdorf, Nemsdorf, Prünst, Regelsbach, Rohr, Unterprünst, Weiler, Wildenbergen oraz Zwieselhof.

## Polityka
Wójtem jest Herbert Bär (CSU). Rada gminy składa się z 16 członków:
- CSU 8 miejsc
- SPD 2 miejsca
- FW 5 miejsc
- Niezależni wyborcy 1 miejsc